# Haavakivi
Haavakivi är en by (estniska: küla) i Peipsiääre kommun i landskapet Tartumaa i östra Estland. Byn ligger på högra (östra) sidan av ån Haavakivi jõgi, vid gränsen mot landskapet Jõgevamaa.
Före kommunreformen 2017 hörde byn till dåvarande Pala kommun i landskapet Jõgevamaa.